# گربه‌ای میان کبوتران
 گربه‌ای میان کبوتران (به انگلیسی: Cat Among the Pigeons) رمانی جنایی اثر آگاتا کریستی است.
این کتاب که از مجموعه داستان‌های پوآرو می‌باشد در ۲ نوامبر ۱۹۵۹ در بریتانیا توسط انتشارات کولینز کرایم کلوب و در مارس ۱۹۶۰ توسط انتشارات داد، مید اند کمپانی در آمریکا به چاپ رسیده‌است.
قیمت کتاب در بریتانیا ۱۲ شیلینگ و شش پنسی و در آمریکا ۲.۹۵ دلار بوده‌است.